# Uromyces lineolatus
Uromyces lineolatus är en svampart som först beskrevs av Jean Baptiste Desmazières, och fick sitt nu gällande namn av Joseph Schröter 1876. Uromyces lineolatus ingår i släktet Uromyces och familjen Pucciniaceae.   Inga underarter finns listade i Catalogue of Life.